# Downtown Dallas
Downtown Dallas est le principal quartier d'affaires (Central Business District) de la ville de Dallas au Texas (États-Unis), situé dans centre-ville. Le secteur officiellement nommé "downtown" est entouré par la Downtown freeway loop : composé à l'est par l'Interstate 345, sur l'ouest par l'Interstate 35E, au sud par l'Interstate 30, et au nord par la State Highway Spur 366 (Woodall Rodgers Freeway).

## Histoire
Downtown Dallas a achevé sa notoriété le 22 novembre 1963, avec l'assassinat de John F. Kennedy et du Gouverneur John Connally (qui a survécu) qui se sont fait tirer dessus quand leur cortège de voitures passait par la Dealey Plaza dans le West End Historic District. Une partie de l'ancien Texas School Book Depository est maintenant le Sixth Floor Museum at Dealey Plaza, avec des objets exposés au sujet de Kennedy et de l'assassinat. Tout près se trouve le John Fitzgerald Kennedy Memorial.
Le boom immobilier des années 1970 et des années 1980 a produit un profil contemporain distinctif pour le CBD du centre, influencé par des architectes nationalement célèbres. En même temps, l'établissement du West End Historic District dans les années 1980 a préservé un groupe d'entrepôts en brique du XIXe siècle qui ont été adaptés en restaurants et magasins. La ville compte 41 tours franchissant les 100 mètres de hauteur, dont 18 de plus de 150 mètres, 7 atteignant ou dépassant les 200 mètres. Historiquement le premier bâtiment de grande hauteur notable qui a été construit est le Magnolia Hotel, achevé en 1923, qui atteint 29 étages, 131,1 mètres et mesure 150,2 mètres avec sa pointe. Le Centre City Plaza, haut de 27 étages et mesurant 100 mètres, est le premier de style international. La barre des 200 mètres est franchie en 1974 par le Renaissance Tower : haut de 56 étages, sa pointe s'érige à 270,1 mètres (216,4 mètres depuis le toit).
Avec la construction du Dallas Center for the Performing Arts dans le Arts District du centre ville, Dallas sera la seule ville dans le monde qui aura quatre bâtiments dans un même secteur qui sont tous conçus par des gagnants du Prix Pritzker.

## Vue d'ensemble
Le Downtown comptait environ 1 600 résidents en 2000, pour l'année 2010 le North Central Texas Council of Governments s'attend à ce que 10 000 résidents vivent dans ce quartier. 
| Central Business District Dallas |         |         |         |         |         |         |         |
|                                  | 2000    | 2005    | 2010    | 2015    | 2020    | 2025    | 2030    |
| Population                       | 1,654   | 5,646   | 10,446  | 12,139  | 13,781  | 15,098  | 16,337  |
| Ménages                          | 1,122   | 3,318   | 6,015   | 7,029   | 7,868   | 8,611   | 9,340   |
| Emplois                          | 130,473 | 135,148 | 138,224 | 140,961 | 149,936 | 155,966 | 160,733 |

## Districts du Downtown
- Arts District
- City Center District
- Convention Center District
- Farmers Market District
- Government District
- Main Street District
- Reunion District
- West End Historic District